# Сухайтуй
Сухайту́й (рос. Сухайтуй) — село у складі Тунгокоченського району Забайкальського краю, Росія. Входить до складу Нижньостанського сільського поселення.

## Населення
Населення — 37 осіб (2010; 61 у 2002).
Національний склад (станом на 2002 рік):
- росіяни — 100 %